# Corymbia polycarpa
Corymbia polycarpa ((F.Muell.) K.D.Hill & L.A.S.Johnson, 1995) è una pianta appartenenta alla famiglia delle Myrtaceae, endemica dell'Australia settentrionale.
Gli australiani indigeni di diversi gruppi linguistici hanno nomi diversi per l'albero. I popoli Nungali conoscono l'albero come narrga o gunjid, i Mulluk-Mulluk lo conoscono come dawart, gli Yangman lo conoscono come bodog, i popoli Gurindji come jadburru e i Wagiman come jagatjjin.

## Descrizione
È un albero di medie dimensioni che può raggiungere da 5 a 25 m in altezza. La corteccia ruvida è tessellata, fragile e di colore brunastro, la corteccia più vecchia è di colore grigio-marrone e la corteccia più recente è di colore rosso-marrone. Le foglie più giovani sono ellittiche-lanceolate, di color verde brillante e raggiungono da 5 a 8 cm in lunghezza e da 2 a 2.5 cm in larghezza, mentre le foglie adulte vanno dai 10 ai 20 cm da 1 a 3 cm e sono maggiormente lanceolate. La fioritura avviene da dicembre ad agosto e i fiori, color bianco o crema, raggiungono fino a 2 cm di diametro. Ogni infiorescenza composta nella parte terminale è formata da sette o nove gemme per ombrella. I germogli maturi sono obovoidali-piriformi, con una lunghezza che va dai 0.9 fino a 1.4 cm e una larghezza che va da 0.5 a 0.8 cm e tra 0.5 0.8 cm di profondità. I boccioli hanno una superficie squamosa biancastra dovuta alla frammentazione della cuticola di gomma e un opercolo leggermente arrotondato a forma conica. I frutti pedicellati che si formano successivamente hanno una forma allungata a "botte" e vanno da 1.5 a 3.5 cm di lunghezza e da 0.8 to 1.6 cm di larghezza, separandosi lungo le nervature si dividono in 4 parti chiuse. I semi marroni all'interno hanno una forma ellissoidale con un'ala terminale e una lunghezza da 8 a 13 mm.

## Distribuzione e habitat
C. polycarpa è endemica dell'Australia occidentale, del Territorio del Nord, del Queensland e del Nuovo Galles del Sud; più specificamente si trova in tutta l'Australia settentrionale e nel nord-ovest del Nuovo Galles del Sud. La specie è abbastanza comune tra Broome e Derby nell'Australia occidentale attraverso la regione di Kimberley nell'Australia occidentale che si estende ad est sull'estremità superiore del territorio settentrionale, comprese le isole vicine e attraverso il Golfo di Carpentaria e la penisola meridionale di Cape York, nel Queensland. Si trova nei pressi di corsi d'acqua, nelle depressioni o su pianure alluvionali che crescono in alluvionale sabbioso o limoso e meno comunemente nelle argille di cracking e scheletrico arenaria o lateritic terreni.

## Tassonomia
La specie è stata per la prima volta descritta formalmente come Eucalyptus polycarpa dal botanico Ferdinand von Mueller nel 1859 come parte del lavoro Monograph of the Eucalypti of tropical Australia, pubblicato sul Journal of the Proceedings of the Linnean Society, Botany . È stato riclassificato nel genere Corymbia nel 1995 da Ken Hill e Lawrence Alexander Sidney Johnson nel lavoro Systematic studies in the eucalypts. A revision of the bloodwoods, genus Corymbia (Myrtaceae) pubblicata sulla rivista Telopea . Altri sinonimi includono Eucalyptus pyrophora var. Policarpa, Eucalyptus erubescens, Eucalyptus terminalis var. carnosa ed eucalyptus derbyensis .

## Usi
Il legname dell'albero è molto resistente, con una durata superiore a 40 anni. Il legname è vulnerabile all'attacco delle termiti e l'alburno non trattato è soggetto a danni da parte dei trivellatori di lyctine. È un legno duro e difficile da lavorare con utensili manuali. È usato principalmente come legname tondo piuttosto che da legname segato a causa delle numerose venature di kino. È stato utilizzato come palo, traversina ferroviaria, supporto per estrazione mineraria, per recinzioni e trave per le fondamenta di case. Gli australiani indigeni hanno usato medicalmente la sua gomma, un liquido antisettico per trattare tagli, piaghe, ustioni, ulcere e imbardate .